# Daimler-Benz DB 007
El Daimler-Benz DB 007 (RLM (Reichsluftfahrtministerium - Ministerio Aéreo del Reich )  ZTL 109-007, compañía ZTL6001) fue un temprano motor de reacción derivado de los trabajos llevados a cabo por Karl Leist desde 1939. Fue un diseño complejo que incluía las etapas de contrarrotación y un impulsor de derivación, convirtiéndolo en uno de los primeros diseños turbofan producidos. El diseño final de este proyecto fue construido como el DB 007 siendo probado el 27 de mayo de 1943. Debido al bajo rendimiento esperado, la complejidad y buenos resultados obtenidos por los diseños más simples, el trabajo se detuvo en el DB 007 en mayo de 1944 por orden del RLM

## Diseño y desarrollo
Después de los estudios iniciales sobre las turbinas de gas a finales de 1920, Daimler-Benz perdió el interés en ellos hasta 1939 con la llegada de Karl Leist. El trabajo comenzó inmediatamente en el DB 670 (aka LTZ 5000), un ventilador de flujo guiado con compresor alimentado por un sistema de postcombustión, impulsado por un motor DB 604 X-24 que desarrollaba 2,500 hp . Con un peso de 1,700 kg}, con un empuje de 1,323 lbf|kN|abbr=on|0|disp=flip}}  a un avelocidad de 900 km/h  6,000 metros de altura l DB 670 fue abandonado debido a la proporción muy baja potencia / peso. Después de un breve interludio estudiar pulso-jets Leist comenzó a trabajar en lo que iba a convertirse en el DB 007.
Anteriores esfuerzos de diseño en Alemania habían investigado ventiladores con carretes con conductos ( compresor turboventiladores / turborreactores by-pass) y contra-rotación , pero Leist los incorporó tanto en el ZTL6000 (precursor de la LTZ 6001 / DB 007), lo que resultó en un diseño muy complejo. Otra característica novedosa era una turbina que pasa alternativamente a través de la cámara de combustión y el flujo de salida de aire de refrigeración sangrado del flujo de derivación. En el verano de 1942 los objetivos de diseño se ha revisado a la baja y el nuevo motor se ha recibido las denominaciones ZTL6001 (empresa) y DB 007 / ZTL 109-007 (RLM), ZTL es un acrónimo de Zweikreiststurbinen-Luftstrahltriebwerk (turborreactor de dos circuitos)
El aire entraba a través de una bocatoma tradicional, después las paletas lo guiaban al compresor el ventilador de flujo guiado exterior, con una relación de dilución de aproximadamente 2,45:1. El compresor consistía de diecisiete etapas de álabes, ocho en el tambor interior, que giraba a velocidad completa del motor, y nueve en el tambor exterior que giraba en la dirección opuesta a la velocidad del motor 0,5:1. Aunque es extremadamente complicada mecánicamente, se esperaba que la eficiencia del compresor de un 80% con una relación de presión muy creíble de 8:1. Para comparación, los motores típicos de la época ofrecen relaciones de presión del orden de 3,5:1. Además complicación surgió del soplante canalizado, que consistía en tres etapas de hojas unida al exterior de la carcasa del compresor giratorio, con estátores situadas en el interior de la carcasa exterior del motor. LA eficiencia calculada de la sección del ventilador fue 84%.
El aire procedente del compresor pasa a las cuatro cámaras de combustión tubulares enlazadas, espaciadas uniformemente alrededor de la circunferencia con huecos para permitir que el aire fresco fuera aprovechado de derivación desde el conducto de by-pass para enfriar la turbina directamente. Aunque esto dio lugar a un relativamente pobre rendimiento de la turbina, 74%, el enfriamiento permitía una mucho más alta temperatura entrada de la turbina (TIT) con un aumento de la eficiencia global de la misma
La turbina consistió en una estructura hueca perfilada de acero níquel sobre una rueda de turbina forjada en acero que conducía el compresor a través de un eje hueco y acoplamiento flexible. el tambor compresor interno era impulsado directamente, y un reductor condujo el tambor exterior a medio gas
Los materiales estructurales componen principalmente de aleaciones de aluminio fundido hacia adelante en la cámara de combustión y la hoja de acero soldada de las cámaras de combustión de popa.

## Historia operacional
Sólo banco de pruebas se habían logrado antes de que el programa fuera cancelado en mayo de 1944.